# Müllenborn (Gerolstein)
Müllenborn ist ein Stadtteil und Ortsbezirk der Stadt Gerolstein in der gleichnamigen Verbandsgemeinde im Landkreis Vulkaneifel von Rheinland-Pfalz.

## Geographie
Der Stadtteil Müllenborn liegt etwa fünf Kilometer nordwestlich der Kernstadt Gerolstein im Tal des Oosbach, eines Zuflusses der Kyll, im Grenzbereich zwischen Vulkaneifel und Prümer Kalkmulde.
Zum Ortsbezirk Müllenborn gehören auch die Wohnplätze Haus Weitblick, Lenzenhof, Schäferhof und Schullandheim.
Nachbarorte sind der Gerolsteiner Stadtteile Roth im Norden, die Kernstadt Gerolstein und Lissingen im Südosten, Hinterhausen im Süden und Oos im Westen, sowie die Ortsgemeinde Kalenborn-Scheuern im Nordwesten.

## Geschichte
In einem Kommentar des Prümer Urbars von 893 erwähnt der damalige Erzabt der Abtei Prüm 1222 Mulenburne als alten Mühlenbesitz der Abtei. Im Jahr 1291 gelangt der Ort durch einen Gütertausch an die Herren von Blankenheim, ab Ende des 15. Jahrhunderts gehörte er zur Grafschaft Gerolstein.
Durch seine Karstquellen ist die Gegend von Müllenborn schon seit jeher sehr wasserreich. Daher wurden bereits im Frühmittelalter fünf Mühlen betrieben, die dem Ort seinem Namen gaben und vor allem bei der Holz- und Eisenverarbeitung eingesetzt wurden. Die Wasserenergie wurde auch zum Betrieb eines Eisenhammers genutzt. Es entwickelte sich eine Eisenindustrie, die ihren Höhepunkt zu Beginn des 19. Jahrhunderts erlebte, in den 1870er Jahren aber vom allgemeinen Niedergang dieses Industriezweigs in der Eifel erfasst wurde. Heute finden sich in Müllenborn nur noch wenige direkte Spuren dieser wirtschaftlich erfolgreichen Zeiten.
Nach der Inbesitznahme des Linken Rheinufers durch französische Revolutionstruppen gehörte der Ort von 1798 bis 1814 zum Saardepartement, Kanton Gerolstein, und wurde von der Mairie Gerolstein verwaltet. Nach der Niederlage Napoleons kam Müllenborn 1815 aufgrund der auf dem Wiener Kongress getroffenen Vereinbarungen zum Königreich Preußen. Das Dorf wurde der Bürgermeisterei Gerolstein im Kreis Daun zugeordnet, der 1822 Teil der neu gebildeten Rheinprovinz wurde.
Im Jahr 1883 erhielt Müllenborn einen Bahnanschluss, als der Abschnitt Gerolstein – Prüm der Westeifelbahn (auch Prümtalbahn genannt) eröffnet wurde. Inzwischen ist die Strecke stillgelegt, der Personenverkehr wurde 1980, der Güterverkehr 1999 eingestellt.
Nach dem Ersten Weltkrieg gehörte das gesamte Gebiet zum französischen Teil der Alliierten Rheinlandbesetzung. Nach dem Zweiten Weltkrieg wurde Müllenborn innerhalb der französischen Besatzungszone Teil des damals neu gebildeten Landes Rheinland-Pfalz.
Am 1. Dezember 1973 wurde die bis dahin eigenständige Ortsgemeinde Müllenborn mit zu diesem Zeitpunkt 491 Einwohnern nach Gerolstein eingemeindet.

## Politik
Müllenborn ist gemäß Hauptsatzung einer von neun Ortsbezirken der Stadt Gerolstein. Er umfasst das Gebiet der ehemaligen Gemeinde. Der Ortsbezirk wird politisch von einem Ortsbeirat und einem Ortsvorsteher vertreten.
Der Ortsbeirat besteht aus drei Mitgliedern, die bei der Kommunalwahl am 9. Juni 2024 in einer Mehrheitswahl gewählt wurden, und dem ehrenamtlichen Ortsvorsteher als Vorsitzendem.
Kai-Uwe Dahm wurde im Sommer 2019 Ortsvorsteher von Müllenborn. Bei der Direktwahl am 26. Mai 2019 war er mit einem Stimmenanteil von 79,63 % gewählt worden. Bei der Direktwahl am 9. Juni 2024 wurde er als einziger Bewerber mit 65,4 % für weitere fünf Jahre in seinem Amt bestätigt.
Dahms Vorgängerin Carola Korell hatte das Amt seit 2013 ausgeübt, war 2019 aber nicht erneut angetreten.

## Kultur und Sehenswürdigkeiten

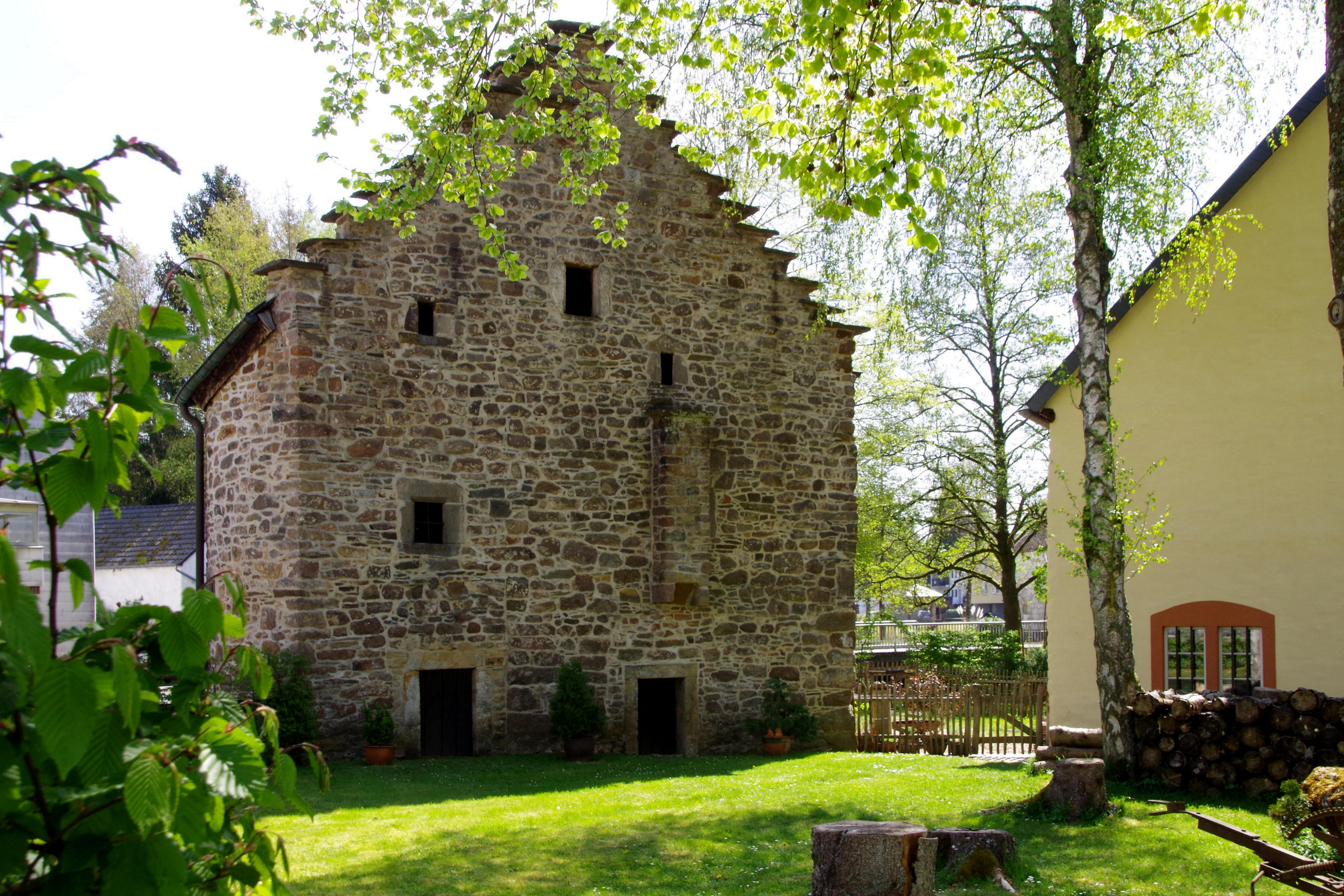
Stallscheune mit Turm und Treppengiebel

In der Denkmalliste des Landes Rheinland-Pfalz (Stand: 2021) werden folgende zwölf Kulturdenkmäler genannt:
- Katholische Filialkirche St. Antonius, zweiachsiger Saalbau (1682), Müllenborner Str. 39
- Ehemaliger Bahnhof der Strecke Gerolstein – Pronsfeld
- Mühlen-Hofanlage, Müllenborner Str. 107
- Sechs Häuser und Höfe aus dem 18. und 19. Jahrhundert
- Drei Wegekreuze aus dem 18. Jahrhundert (zwei) und von 1914

## Wirtschaft und Infrastruktur

### Wasserwirtschaft
Die größte Karstquelle Großer Müllenborn, mit einer Schüttung von 2000 bis 3000 Kubikmetern pro Tag, wurde ab 1980 in die Wasserversorgung der Verbandsgemeinde eingebunden und ist nun der Wasserhauptlieferant für das Gerolsteiner Land.

### Verkehr
Müllenborn liegt an der Landesstraße 24 (L 24), die in südöstlicher Richtung nach Lissingen, in westlicher nach Oos führt und sich nachfolgend mit der L 10 kreuzt. Im Ort zweigt von der L 24 die Kreisstraße 48 nach Roth ab.
Seit Stilllegung der Westeifelbahn ist der nächstgelegene Bahnhof im fünf Kilometer entfernten Gerolstein. Jedoch ist Müllenborn durch die Buslinie 466 im 2-Stunden-Takt an Gerolstein angebunden und somit weiterhin an den ÖPNV angeschlossen.
Durch Müllenborn führt der Eifel-Ardennen-Radweg.

## Persönlichkeiten
- Hermann-Josef Wirp (* 1945/46), letzter Ortsbürgermeister der selbstständigen Gemeinde Müllenborn (ab 1971 als damals jüngster Ortsbürgermeister in Rheinland-Pfalz), erster Ortsvorsteher nach der Eingemeindung (1973–1979); auch in den nachfolgenden Jahrzehnten für Müllenborn aktiv, wurde er 2018 mit der Ehrennadel des Landes Rheinland-Pfalz ausgezeichnet.[16]